# Сесар Ґавірія
Сесар Августо Ґавірія Трухільйо (ісп. César Augusto Gaviria Trujillo; нар. 31 березня 1947) — колумбійський економіст і політик, двадцять восьмий президент Колумбії, генеральний секретар Організації Американських Держав.

## Біографія
Навчався в Андському університеті, один рік навчався за програмою обміну в США. Під час навчання заснував місцеве відділення AIESEC, 1968 році став керівником AIESEC у Колумбії. 1970 року його було обрано до міської ради Перейри, 1974 року став депутатом Палати представників від Колумбійській ліберальної партії. В 1975—1976 займав пост мера Перейри. Від 1978 до 1982 року в адміністрації Хуліо Сесара Турбая працював на посаді заступника міністра економічного розвитку. За президентства Вірґіліо Барко послідовно обіймав посади міністра фінансів і міністра внутрішніх справ. На посаді міністра фінансів представив проєкти аграрної та податкової реформ.
Під час передвиборної кампанії перед президентськими виборами 1990 року був помічником популярного кандидата від лібералів Луїса Карлоса Галана до його вбивства наркомафією 18 серпня 1989 року. Після того Ґавірія виставив свою кандидатуру на праймеріз Ліберальної партії й переміг у них, здобувши 2 797 482 голосів (його найближчі конкуренти — Ернандо Дуран Дуссан та Ернесто Сампер — набрали 1,2 й 1 мільйон голосів відповідно). На самих виборах, які були затьмарені вбивством ще двох кандидатів у президенти, Ґавірія здобув 2 891 808 голосів — удвічі більше, ніж його найближчий конкурент, консерватор Альваро Гомес Уртадо.
За часів президентства Ґавірії було проведено соціальні й економічні реформи; 1991 року було ухвалено нову конституцію. 1992 року через ураган Ель-Ніньйо почалася посуха, що завдало удару по сільському господарству та виробленню електроенергії на ГЕС (знизився рівень водосховищ); з метою економії електрики протягом одного року колумбійський час було переведено на одну годину вперед. 1991 року було заарештовано найбільшого наркобарона Пабло Ескобара, а в грудні 1993 року він був убитий в результаті поліцейської операції.
Після завершення президентського терміну Ґавірія став генеральним секретарем Організації Американських Держав і займав цю посаду до 2004 року. У 2005—2009 роках очолював Колумбійську ліберальну партію.

## В культурі
Сесар Ґавірія є одним з ключових героїв американського телефізійного серіалу виробництва компанії Netflix Нарки. Роль президента в ньому зіграв Рауль Мендес.